# Csillagosok, katonák
A Csillagosok, katonák egy 1967-ben készült magyar–szovjet játékfilm Jancsó Miklós rendezésében.

## Történet
Az oroszországi polgárháború idején, valahol az orosz alföldön, egy folyó kanyarulatában, 1919 nyarán a fehérgárdisták felülkerekednek a vöröskatonákon. A menekülő vörösöket, akik között grúzok, örmények, magyarok is vannak, sorra fogják el, illetve lövik agyon. A film elsősorban a magyar katonákat állítja középpontba, akik hadifoglyokból lettek vöröskatonák, egyesek a könnyebb hazajutás érdekében, mások azért, mert egyetértettek a kommunista ideológiával. László (Kozák András) épphogy megmenekül attól, hogy őt is agyonlője egy kozák tiszt, századába visszatérve pedig azzal szembesül, hogy a magyar századparancsnok (Madaras József) meghátráló emberein akar példát statuálni. László nem helyesli döntését, és András (Molnár Tibor) is megtagadja parancsát a kivégzés előtt. A parancsnok végül megelégszik azzal, hogy meztelenre vetkőzteti a katonákat, és megszégyenítve elzavarja őket. Visszatérnek a laktanyába, amit időközben megszálltak a fehérgárdisták. A parancsnok inkább öngyilkos lesz, minthogy fogságba kerüljön.
A fehérgárdisták ezredese szabadon engedi a nem orosz származású vöröskatonákat, mondván, hogy ez nem az ő háborújuk, a többiekkel pedig embervadászatot rendez. Leveteti velük az ingüket, és negyedórát ad nekik, hogy elmeneküljenek. Egyesek már a laktanyából sem jutnak ki sikeresen, a többieket pedig lovas katonák kezdik üldözni. Néhány vöröskatona sikeresen megmenekül, egyesek még lovat és fegyvert is tudnak szerezni. A folyópart mellett lévő katonai kórház főorvosnője megengedi, hogy elrejtőzzenek a vörösök a fehér sebesültek között. Számára nincsenek vörösök és fehérek, csak betegek, tetteit a hippokratészi eskü vezérli. A fehérek az erdőbe viszik a nővéreket, és keringőt táncoltatnak velük, közben pedig újabb csapást mérnek a vörösökre. A még harcoló vöröskatonáknak új parancsnoka lesz, aki Lászlóhoz hasonlóan szembeszállt a korábbi parancsnokkal, aki ki akarta végeztetni a gyávákat. Ezalatt a kórházban a magyar parancsnokhelyettes, Sándor (Juhász Jácint) elcsábítja Olga nővért (Krystyna Mikołajewska), hogy László elszökhessen a vörös lovas hadsereghez segítségért.
A fehér légió parancsnoka rájön, hogy a kórházban vörösök is vannak, megölik Sándort, majd megpróbálja rávenni a nővéreket, hogy válasszák szét a vörösöket és a fehéreket. Bár a főnővér végig kitart, Olga végül megtörik, és épp megkezdik a vöröskatonák kivégzését, amikor megérkezik a még harcoló vörös gyalogság. Felülkerekednek a fehéreken, és most ők kezdik el a kórházban ápolt fehérek kivégzését. Megölik Olgát is, amiért elárulta őket. Ez a hatalmi átrendeződés azonban csak ideiglenes, a fehér túlerő könnyűszerrel kivégzi az életben maradt vörös katonákat, akik a Marseillaise-t énekelve vonulnak bele sortüzükbe. László a lovassággal tehát késve érkezik meg, s karddal tiszteleg elesett bajtársai előtt.

## Szereplők
- Kozák András (László)
- Krystyna Mikołajewska (Olga nővér)
- Juhász Jácint (Varga Sándor)
- Tatyjana Konyuhova (Elizaveta)
- Mihail Kozakov (vörös parancsnok)
- Viktor Avgyusko (matróz)
- Bolot Bejsenaljev (Csingiz)
- Madaras József (magyar parancsnok)
- Molnár Tibor (Fekete András)
- Szergej Nyikonyenko (kozák tiszt)
- Anatolij Jabbarov (Cselpanov törzskapitány, a fekete légió parancsnoka)
- Nyikita Mihalkov (Glazunov zászlós)
- Nyikolaj Parfjonov (a fehér hadsereg ezredese)

## Díjak, elismerések
Magyar Filmkritikusok Díja (1968)
- díj: nagydíj
- díj: operatőri díj

Magyar Játékfilmszemle
- díj: szakmai zsűri rendezői díja

Párizs
- díj: Moussinac-díj

Adelaide (1969)
- díj: Dél Keresztje-ezüstdíj

2012-ben bekerült a Magyar Művészeti Akadémia tagjai által kiválasztott legjobb 53 magyar alkotás közé.